# Списак немачких операција против ЈВуО у Другом светском рату
| назив операције                    | време трајања                             | Силе Осовине                                                                  | противници                                                                |
| ---------------------------------- | ----------------------------------------- | ----------------------------------------------------------------------------- | ------------------------------------------------------------------------- |
| Подухват 25 (Штрафгерихт) ( )      | 6. — 17. април 1941.                      | Вермахт · Оружане снаге Италије · Бугарска армија · Краљевска мађарска војска | Југословенска војска                                                      |
| назив операције                    | време трајања                             | Силе Осовине                                                                  | герилски покрет отпора                                                    |
| Операција Долина Западне Мораве    | 25. — 30. новембар 1941.                  | Вермахт                                                                       | Четнички одреди Југословенске војске Партизански одреди Југославије       |
| Михаиловић                         | 4. — 9. децембар 1941.                    | Вермахт                                                                       | Четнички одреди Југословенске војске                                      |
| Бадер/Источна Босна ( )            | 15. — 23. јануар 1942.                    | Вермахт · Усташко-домобранске трупе                                           | Четнички одреди Југословенске војске                                      |
| Трио                               | 10. — 20. април 1942.                     | Вермахт · Усташко-домобранске трупе                                           | Четнички одреди Југословенске војске                                      |
| Форстрат                           | 15. мај — 3. јун 1942.                    | Вермахт                                                                       | Четнички одреди Југословенске војске                                      |
| Копаоник                           | 12. — 20. октобар 1942.                   | Вермахт · Бугарска армија                                                     | Југословенска војска у отаџбини                                           |
| Рудолф ( )                         | 29. новембар — 2. децембар 1942.          | Вермахт · Бугарска армија                                                     | Југословенска војска у отаџбини                                           |
| Хајнрих ( )                        | 16. — 23. март 1943.                      | Вермахт · Бугарска армија                                                     | Југословенска војска у отаџбини                                           |
| Тојфел (Ђаво) ( )                  | 14. — 17. април 1943.                     | Вермахт · Усташко-домобранске трупе                                           | Југословенска војска у отаџбини                                           |
| Шварц (Црно) ( )                   | 1. — 15. мај 1943. 15. мај — 5. јун 1943. | Вермахт                                                                       | Југословенска војска у отаџбини · Народноослободилачка војска Југославије |
| Круг ( )                           | 8. — 16. јун 1943.                        | Вермахт · Бугарска армија · Српски добровољачки корпус                        | Југословенска војска у отаџбини                                           |
| Моргенлуфт (Јутарњи ваздух) ( )    | 12. — 19. јул 1943.                       | Вермахт                                                                       | Југословенска војска у отаџбини                                           |
| Рудник                             | 17. — 23. јул 1943.                       | Вермахт · Бугарска армија · Српски добровољачки корпус                        | Југословенска војска у отаџбини                                           |
| Штифелкнехт (Тевтонски робови) ( ) | 7. — 15. август 1943.                     | Вермахт · Бугарска армија · Српски добровољачки корпус                        | Југословенска војска у отаџбини                                           |
| Ариље                              | 14. — 24. август 1943.                    | Вермахт · Бугарска армија · Српски добровољачки корпус                        | Југословенска војска у отаџбини                                           |
| Мајсколбен (Клипови кукуруза) ( )  | 3. — 8. октобар 1943.                     | Вермахт · Бугарска армија · Српски добровољачки корпус                        | Југословенска војска у отаџбини                                           |
| Крум (Криви) ( )                   | 10. — 20. октобар 1943.                   | Вермахт · Бугарска армија                                                     | Југословенска војска у отаџбини                                           |
| Ерих                               | 20. — 31. октобар 1943.                   | Вермахт · Бугарска армија                                                     | Југословенска војска у отаџбини                                           |
| Долстос ( )                        | 21. — 23. октобар 1943.                   | Вермахт                                                                       | Југословенска војска у отаџбини                                           |
| Хербстнебел (Јесења магла) ( )     | 24. — 29. октобар 1943.                   | Вермахт · Српски добровољачки корпус                                          | Југословенска војска у отаџбини                                           |
| Хамелброт (Овсињи хлеб) ( )        | 30. октобар — 5. новембар 1943.           | Вермахт                                                                       | Југословенска војска у отаџбини                                           |
| Хајка ( )                          | 17. фебруар — 11. март 1944.              | Вермахт                                                                       | Југословенска војска у отаџбини                                           |
| Пролеће ( )                        | 8. — 19. март 1944.                       | Вермахт · Српски добровољачки корпус                                          | Југословенска војска у отаџбини                                           |
| Саксонија ( )                      | 21. — 25. мај 1944.                       | Вермахт                                                                       | Југословенска војска у отаџбини                                           |
| Чумић                              | 25. — 27. мај 1944.                       | Вермахт                                                                       | Југословенска војска у отаџбини                                           |